# Joey Dunlop
William Joseph Dunlop, mais conhecido como Joey Dunlop (Ballymoney, 25 de fevereiro de 1952 –– Tallinn, 2 de julho de 2000), foi um motociclista norte-irlandês.
Considerado como o quinto maior ícone da história do motociclismo através de uma votação realizada pela conceituada revista Motor Cycle News, Dunlop é o recordista de vitórias no tradicional e prestigiado TT da Ilha de Man, com 26 vitórias em 78 participações.
Dentre suas mais de 160 vitórias no motociclismo, sua primeira ocorreu apenas oito anos (em 1977) após seu início nas competições, vencendo justamente uma corrida do torneio da Ilha de Man, na categoria Jubilee TT, correndo com uma Yamaha TZ750.
Pouco tempo após conseguir seu terceiro e último hat-trick no TT da Ilha de Man - venceu nas categorias de 125cc, 250cc e Fórmula 1 naquele ano de 2000, Dunlop morreu instantaneamente durante uma corrida nas ruas de Tallinn, na Estônia, após perder o controle de sua moto devido a torrencial chuva que caia e prejetar-se de encontro com às árvores próximas ao local.